# Parma Associazione Calcio 1981-1982
Questa voce raccoglie le informazioni riguardanti il Parma Associazione Calcio nelle competizioni ufficiali della stagione 1981-1982.

## Stagione
Nella stagione 1981-1982 la panchina dei crociati viene affidata all'esperto Giancarlo Danova. 
Il Parma chiude il girone A a 31 punti con un tranquillo nono posto in classifica.
Nella Coppa Italia di Serie C i ducali si spingono fino agli ottavi di finale, dove sono eliminati dal Legnano ai tiri di rigore.

## Rosa

Il giovane neoacquisto Fausto Pari con la nuova maglia sponsorizzata.

| N. |                   | Ruolo | Calciatore          |
| -- | ----------------- | ----- | ------------------- |
|    | Italia (bandiera) | P     | Fernando Orsi       |
|    | Italia (bandiera) | P     | Renato Piccoli      |
|    | Italia (bandiera) | D     | Walter Biagini      |
|    | Italia (bandiera) | D     | Sauro Catellani     |
|    | Italia (bandiera) | D     | Antonio Matteoni    |
|    | Italia (bandiera) | D     | Stefano Montanini   |
|    | Italia (bandiera) | D     | Giacomo Murelli     |
|    | Italia (bandiera) | D     | Alessandro Stoppani |
|    | Italia (bandiera) | D     | Sergio Zuccheri     |
|    | Italia (bandiera) | C     | Walter Allievi      |

| N. |                   | Ruolo | Calciatore         |
| -- | ----------------- | ----- | ------------------ |
|    | Italia (bandiera) | A     | Fabio Aselli       |
|    | Italia (bandiera) | C     | Enrico Cannata     |
|    | Italia (bandiera) | C     | Giuseppe Cecchini  |
|    | Italia (bandiera) | C     | Sergio D'Agostino  |
|    | Italia (bandiera) | C     | Fabrizio Larini    |
|    | Italia (bandiera) | C     | Fausto Pari        |
|    | Italia (bandiera) | A     | Riccardo Bulgarani |
|    | Italia (bandiera) | A     | Roberto Cesati     |
|    | Italia (bandiera) | A     | Roberto Paci       |
|    | Italia (bandiera) | A     | Italo Toscani      |

## Risultati

### Serie C1

#### Girone di andata
| Arbitro: | Lorenzetti (Macerata) |

|            |           |  |
| Dasara 44’ | Marcatori |  |

| Arbitro: | Laudato (Taranto) |

|                           |           |  |
| D'Agostino 21’ Cesati 72’ | Marcatori |  |

| Arbitro: | Luci (Firenze) |

|            |           |  |
| Scarpa 69’ | Marcatori |  |

| Arbitro: | Pampana (Pisa) |

|                                   |           |                                  |
| Allievi 46’ Cesati 65’ Aselli 79’ | Marcatori | 25’ Mulinacci 90’ (aut.) Biagini |

| Arbitro: | Albertini (Voghera) |

|            |           |  |
| Scarpa 38’ | Marcatori |  |

| Parma 25 ottobre 1981 6ª giornata | Parma           | 0 – 0 | Forlì | Stadio Ennio Tardini\| Arbitro: \| Falsetti (Roma) \| |
| Arbitro:                          | Falsetti (Roma) |       |       |                                                       |

| Arbitro: | Bin (Torino) |

|                          |           |  |
| Manarin 67’ Bresolin 70’ | Marcatori |  |

| Parma 8 novembre 1981 8ª giornata | Parma          | 0 – 0 | Atalanta | Stadio Ennio Tardini\| Arbitro: \| Vallesi (Pisa) \| |
| Arbitro:                          | Vallesi (Pisa) |       |          |                                                      |

| Arbitro: | Ramacci (Latina) |

|  |           |                       |
|  | Marcatori | 26’ Aselli 36’ Cesati |

| Arbitro: | Testa (Prato) |

|                         |           |                                   |
| Cannata 25’, 75’ (rig.) | Marcatori | 16’ Donà 90’ (rig.) Luigi Delneri |

| Arbitro: | Marascia (Roma) |

|                |           |                         |
| D'Agostino 23’ | Marcatori | 70’ Albanese 89’ Bellio |

| Sant'Angelo Lodigiano 6 dicembre 1981 12ª giornata | Sant'Angelo          | 0 – 0 | Parma | Stadio Carlo Chiesa\| Arbitro: \| Corigliano (Crotone) \| |
| Arbitro:                                           | Corigliano (Crotone) |       |       |                                                           |

| Arbitro: | Bruschini (Firenze) |

|             |           |  |
| Allievi 88’ | Marcatori |  |

| Arbitro: | Greco (Lecce) |

|                                                                      |           |                    |
| Galluzzo 11’ (rig.) Pradella 33’, 48’ Bolis 56’ Biasin 59’ Biffi 84’ | Marcatori | 78’ (rig.) Cannata |

| Arbitro: | Pellicanò (Reggio Calabria) |

|           |           |  |
| Da Re 45’ | Marcatori |  |

| Arbitro: | Ramacci (Latina) |

|                                   |           |                 |
| Cannata 48’ (rig.) D'Agostino 90’ | Marcatori | 41’ De Agostini |

| Alessandria 17 gennaio 1982 17ª giornata | Alessandria      | 0 – 0 | Parma | Stadio Giuseppe Moccagatta\| Arbitro: \| Da Pozzo (Monza) \| |
| Arbitro:                                 | Da Pozzo (Monza) |       |       |                                                              |

#### Girone di ritorno
| Arbitro: | Corigliano (Crotone) |

|                    |           |  |
| Cannata 75’ (rig.) | Marcatori |  |

| Arbitro: | Agnelli (Siena) |

|           |           |  |
| Mitri 69’ | Marcatori |  |

| Arbitro: | Lamorgese (Potenza) |

|             |           |             |
| Cannata 64’ | Marcatori | 56’ Rabitti |

| Arbitro: | Da Pozzo (Monza) |

|                           |           |  |
| Mulinacci 59’ Zanotti 89’ | Marcatori |  |

| Arbitro: | Laricchia (Bari) |

|                |           |            |
| D'Agostino 35’ | Marcatori | 12’ Zobbio |

| Forlì 28 febbraio 1982 23ª giornata | Forlì              | 0 – 0 | Parma | Stadio Tullo Morgagni\| Arbitro: \| Ronchetti (Modena) \| |
| Arbitro:                            | Ronchetti (Modena) |       |       |                                                           |

| Parma 7 marzo 1982 24ª giornata | Parma             | 0 – 0 | Mantova | Stadio Ennio Tardini\| Arbitro: \| Tuveri (Cagliari) \| |
| Arbitro:                        | Tuveri (Cagliari) |       |         |                                                         |

| Arbitro: | D'Innocenzo (Roma) |

|           |           |  |
| Mutti 41’ | Marcatori |  |

| Arbitro: | Coppetelli (Tivoli) |

|                                |           |                             |
| D'Agostino 2’, 86’ Cannata 59’ | Marcatori | 38’ Trevisani 89’ Prunecchi |

| Vicenza 4 aprile 1982 27ª giornata | Lanerossi Vicenza   | 0 – 0 | Parma | Stadio Romeo Menti\| Arbitro: \| Bruschini (Firenze) \| |
| Arbitro:                           | Bruschini (Firenze) |       |       |                                                         |

| Rho 18 aprile 1982 28ª giornata | Rhodense        | 0 – 0 | Parma | Stadio Luigi Panico\| Arbitro: \| Ongaro (Rovigo) \| |
| Arbitro:                        | Ongaro (Rovigo) |       |       |                                                      |

| Arbitro: | Marchese (Napoli) |

|                                                                     |           |                    |
| Pari 32’, 74’ Aselli 40’ Cannata 42’ (rig.) D'Agostino 57’ Paci 81’ | Marcatori | 78’ (aut.) Biagini |

| Arbitro: | Ramicone (Tivoli) |

|                           |           |  |
| Cazzola 20’ Budelacci 81’ | Marcatori |  |

| Parma 9 maggio 1982 31ª giornata | Parma              | 0 – 0 | Monza | Stadio Ennio Tardini\| Arbitro: \| Sguizzato (Verona) \| |
| Arbitro:                         | Sguizzato (Verona) |       |       |                                                          |

| Arbitro: | Giannoni (Jesi) |

|  |           |                      |
|  | Marcatori | 64’ (rig.) Marchetti |

| Arbitro: | Baroni (Macerata) |

|                 |           |             |
| De Agostini 13’ | Marcatori | 11’ Cannata |

| Arbitro: | Ramacci (Latina) |

|                                            |           |  |
| Cannata 56’ (rig.) Pari 79’ D'Agostino 90’ | Marcatori |  |

### Coppa Italia Serie C

#### Fase a gironi
| Arbitro: | Bruschini (Firenze) |

|  |           |             |
|  | Marcatori | 59’ Toscani |

| 26 agosto 1981 2ª giornata |  | – Riposo |  |  |

| Arbitro: | De Marchi (Pordenone) |

|        |           |  |
| Ori 6’ | Marcatori |  |

| Arbitro: | Gava (Conegliano) |

|                            |           |  |
| Allievi 50’ D'Agostino 60’ | Marcatori |  |

| 6 settembre 1981 5ª giornata |  | – Riposo |  |  |

| Arbitro: | Tuveri (Cagliari) |

|                            |           |  |
| D'Agostino 71’ Toscani 83’ | Marcatori |  |

#### Fase ad eliminazione diretta
| Arbitro: | Sala (Lecco) |

|               |           |  |
| Bulgarani 40’ | Marcatori |  |

| Arbitro: | Puccini (Roma) |

|  |           |            |
|  | Marcatori | 7’ Cannata |

| Arbitro: | D'Alascio (Pisa) |

|                |           |  |
| D'Agostino 50’ | Marcatori |  |

| Arbitro: | Dalfovo (Trento) |

|                                              |                      |                                                  |
| De Lorentis 5’ Rota 70’ (rig.), 119’ (rig.)  | Marcatori            | 60’ Cannata 96’ Pari                             |
| Puricelli Rota Baldan Xotta Lesca Liquindoli | Tiri di rigore 8 – 6 | Cannata D'Agostino Pari Biagini Catellani Aselli |

## Statistiche

### Statistiche di squadra
| Competizione         | Punti | In casa | In casa | In casa | In casa | In casa | In casa | In trasferta | In trasferta | In trasferta | In trasferta | In trasferta | In trasferta | Totale | Totale | Totale | Totale | Totale | Totale | DR |
| Competizione         | Punti | G       | V       | N       | P       | Gf      | Gs      | G            | V            | N            | P            | Gf           | Gs           | G      | V      | N      | P      | Gf     | Gs     | DR |
| -------------------- | ----- | ------- | ------- | ------- | ------- | ------- | ------- | ------------ | ------------ | ------------ | ------------ | ------------ | ------------ | ------ | ------ | ------ | ------ | ------ | ------ | -- |
| Serie C1             | 31    | 17      | .       | .       | .       | ..      | ..      | 17           | .            | .            | .            | ..           | ..           | 34     | 9      | 13     | 12     | 30     | 32     | -2 |
| Coppa Italia Serie C |       | 4       | 4       | 0       | 0       | 6       | 0       | 4            | 2            | 0            | 2            | 4            | 4            | 8      | 6      | 0      | 2      | 10     | 4      | +6 |
| Totale               |       | .       | .       | .       | .       | ..      | ..      | ..           | .            | .            | .            | ..           | ..           | 42     | 15     | 13     | 14     | 40     | 36     | +4 |

### Statistiche dei giocatori
| Giocatore     | Serie C  | Serie C | Serie C     | Serie C    | Coppa Italia Serie C | Coppa Italia Serie C | Coppa Italia Serie C | Coppa Italia Serie C | Totale   | Totale | Totale      | Totale     |
| Giocatore     | Presenze | Reti    | Ammonizioni | Espulsioni | Presenze             | Reti                 | Ammonizioni          | Espulsioni           | Presenze | Reti   | Ammonizioni | Espulsioni |
| ------------- | -------- | ------- | ----------- | ---------- | -------------------- | -------------------- | -------------------- | -------------------- | -------- | ------ | ----------- | ---------- |
| W. Allievi    | 25       | 2       | ?           | ?          | ?                    | ?                    | ?                    | ?                    | 25+      | 2+     | ?           | ?          |
| F. Aselli     | 26       | 3       | ?           | ?          | ?                    | ?                    | ?                    | ?                    | 26+      | 3+     | ?           | ?          |
| W. Biagini    | 30       | 0       | ?           | ?          | ?                    | ?                    | ?                    | ?                    | 30+      | 0+     | ?           | ?          |
| R. Bulgarani  | 13       | 0       | ?           | ?          | ?                    | ?                    | ?                    | ?                    | 13+      | 0+     | ?           | ?          |
| E. Cannata    | 30       | 10      | ?           | ?          | ?                    | ?                    | ?                    | ?                    | 30+      | 10+    | ?           | ?          |
| S. Catellani  | 19       | 0       | ?           | ?          | ?                    | ?                    | ?                    | ?                    | 19+      | 0+     | ?           | ?          |
| G. Cecchini   | 26       | 0       | ?           | ?          | ?                    | ?                    | ?                    | ?                    | 26+      | 0+     | ?           | ?          |
| R. Cesati     | 18       | 3       | ?           | ?          | ?                    | ?                    | ?                    | ?                    | 18+      | 3+     | ?           | ?          |
| S. D'Agostino | 28       | 8       | ?           | ?          | ?                    | ?                    | ?                    | ?                    | 28+      | 8+     | ?           | ?          |
| F. Larini     | 26       | 0       | ?           | ?          | ?                    | ?                    | ?                    | ?                    | 26+      | 0+     | ?           | ?          |
| A. Matteoni   | 14       | 0       | ?           | ?          | ?                    | ?                    | ?                    | ?                    | 14+      | 0+     | ?           | ?          |
| S. Montanini  | 30       | 0       | ?           | ?          | ?                    | ?                    | ?                    | ?                    | 30+      | 0+     | ?           | ?          |
| G. Murelli    | 7        | 0       | ?           | ?          | ?                    | ?                    | ?                    | ?                    | 7+       | 0+     | ?           | ?          |
| F. Orsi       | 33       | -30     | ?           | ?          | ?                    | ?                    | ?                    | ?                    | 33+      | -30+   | ?           | ?          |
| R. Paci       | 5        | 1       | ?           | ?          | ?                    | ?                    | ?                    | ?                    | 5+       | 1+     | ?           | ?          |
| F. Pari       | 32       | 3       | ?           | ?          | ?                    | ?                    | ?                    | ?                    | 32+      | 3+     | ?           | ?          |
| R. Piccoli    | 1        | -2      | ?           | ?          | ?                    | ?                    | ?                    | ?                    | 1+       | -2+    | ?           | ?          |
| A. Stoppani   | 21       | 0       | ?           | ?          | ?                    | ?                    | ?                    | ?                    | 21+      | 0+     | ?           | ?          |
| I. Toscani    | 22       | 0       | ?           | ?          | ?                    | ?                    | ?                    | ?                    | 22+      | 0+     | ?           | ?          |
| S. Zuccheri   | 19       | 0       | ?           | ?          | ?                    | ?                    | ?                    | ?                    | 19+      | 0+     | ?           | ?          |